# يو إس إس بيسمارك سي
كانت يو إس إس بسمارك سي (سي في إي-95) الحاملة رقم أربعين من بين خمسين حاملة مرافقة من فئة كازابلانكا بُنيّت لخدمة البحرية الأمريكية خلال الحرب العالمية الثانية. وكانت الحاملة الوحيدة في البحرية الأمريكية التي سميت نسبة لمعركة بحر بسمارك. اكتملت بحلول مايو 1944، وخدمت في دعم حملة الفلبين والإنزال على إيو جيما. في 21 فبراير 1945، غرقت قبالة إيو جيما نتيجة هجومين للكاميكازي اليابانيين، مما أسفر عن مقتل 318 من أفراد طاقمها. والجدير بالذكر أنها كانت آخر حاملة طائرات في الخدمة الأمريكية تغرق نتيجة هجوم للعدو.